# Cần Thơ
Can Tho és una gran ciutat localitzada al sud del Vietnam, sent la ciutat més poblada al delta del riu Mekong. Al cens de 2014 apareix amb 1.237.300 habitants.
És capçalera del municipi del mateix nom des de 2004, el qual és controlat per un govern central i té el mateix nivell que el d'una província (fou format per segregació de la província de Can Tho).
Cần Thơ està subdividit en nou districtes:
5 districtes urbans (Bình Thủy, Cái Răng, Ninh Kiều, Ô Môn i Thốt Nốt) i 4 districtes rurals (Cờ Đỏ, Phong Điền, Thới Lai i Vĩnh Thạnh); al seu torn els districtes estan subdividits en 5 comunes (viles), 36 comunes (viles menors), i 44 seccions (barris). El districte central i principal és Ninh Kiều.

## Geografia
El municipi de Ca Tho es localitza al centre del delta del riu Mekong, i confina amb les províncies d'An Giang pel nord, Dong Thap al nord-est, Hau Giang al sud, Kien Giang a l'oest, i Vinh Long a l'est. La ciutat se situa en el marge sud del riu Hậo Giang, el distributari més important del delta del Mekong.

## Clima
El clima de Ca Tho és tropical, amb una temporada plujosa de maig a novembre, durant la qual es presenta el monsó, i una altra seca de desembre a abril. La humitat mitjana anual és de 83%, amb precipitació anual mitjana d'1.635 mm i una temperatura mitjana de 27 °C.

## Atraccions turístiques
- Pont de Cần Thơ
- Pagoda Nam Nhã
- Temple Bình Thủy
- Ninh Kiều Quay
- Mercat flotant de Cái Răng
- Mercat flotant de Phong Điền
- Santuari Bằng Lăng (districte de Thốt Nốt)
- Canal
- Catedral de Cantho
- Pagoda xinesa d'Ông
- Pagoda khmer Pitu Khôsa Răngsey
- Pagoda Quang Duc